# Carmen Jordá
Carmen Jordá Buades (Alcoy, Spanyolország, 1988. május 28. –) spanyol autóversenyző, 2015 és 2016 között a Lotus és a Renault Formula–1-es csapatának fejlesztőpilótája. 2012-től 2014-ig a GP3-ban versenyzett.

## Pályafutása

### A kezdetek
Carmen Jose Miguel Jordá, egykori autóversenyző lánya, édesapja támogatásával kezdte pályafutását. Tizenévesen  gokarttal versenyzett, majd a spanyol Formula 3-as bajnokságban indult.
A 2007-es szezonban a Copa F300 versenyzőjeként a negyedik helyen végzett a bajnokságban, három dobogós helyezést elérve. 2008-ban és 2009-ben továbbra is itt versenyzett, miközben elindult az újonnan létrehozott Euroformula Open Championship elnevezésű szériában is.
2009-ben a Le Mans Series-ben versenyzett a Q8 Oils Hache csapattal az LMP2-es géposztályban. 

### Indy Lights
2010. január 19-én tesztelt az amerikai Indy Lights sorozatban a Walker Racingnek, majd később a Barber Motorsports Parkban a Andersen Racinggel. 2010. március 8-án bejelentették, hogy Jordá a teljes 2010-es szezonra aláírt az utóbbi csapathoz.
2010. március 28-án futotta első versenyét a szentpétervári Firestone Indy Grand Prix-n, a Honda Grand Prix of St. Petersburg versenypályáján. A 11. helyen ért célba, míg a következő versenyen a Barber Motorsports Parkban már az első körben kiesett. Április 18-án érte el legjobb eredményét aLong beach-i futamon, amikor az első tízben végzett. Az ezt követő versenyeken a  Indianapolis Motor Speedwayen, az Iowa Speedwayen és a Watkins Glen Internationalonn levő három futamot  kihagyta, majd 2010. július 18-án Torontóban a 15. lett. A következő versenyhétvégén, az Edmonton City Centre-ben hat kör után meghibásodott a sebességváltója, de így is célba ért az utolsó helyen. A szezon hátralevő versenyein már nem állt rajthoz.

### GP3
A GP3-as sorozatban 2012-ben debütált az Ocean Racing Technology versenyistálló színeiben. A szezont a 28. helyen zárta, pontot nem szerzett. 2013-ban a Craft-Bamboo Racinggel versenyzett, pontot ezúttal sem szerzett, az évet a 30. helyen zárta összetettben. 2014-ben a Koiranen GP autóját vezette, de pontot ezúttal sem sikerült szereznie, a szezon utolsó három futamán pedig már nem állt rajthoz.

## Teljes GP3 eredménysorozata
(Táblázat értelmezése)

(Félkövér: pole-pozícióból indult; dőlt: leggyorsabb kört futott) 

| Év   | Csapat                  | 1          | 2          | 3          | 4          | 5          | 6          | 7           | 8          | 9          | 10         | 11         | 12         | 13         | 14         | 15         | 16         | 17      | 18      | Helyezés | Pont |
| ---- | ----------------------- | ---------- | ---------- | ---------- | ---------- | ---------- | ---------- | ----------- | ---------- | ---------- | ---------- | ---------- | ---------- | ---------- | ---------- | ---------- | ---------- | ------- | ------- | -------- | ---- |
| 2012 | Ocean Racing Technology | ESP FEA 20 | ESP SPR 21 | MON FEA Ki | MON SPR 22 | VAL FEA 13 | VAL SPR Ki | GBR FEA NK  | GBR SPR NK | GER FEA 20 | GER SPR Ki | HUN FEA 24 | HUN SPR Ki | BEL FEA 26 | BEL SPR 23 | ITA FEA 21 | ITA SPR 19 |         |         | 28.      | 0    |
| 2013 | Bamboo Engineering      | ESP FEA 22 | ESP SPR 18 | VAL FEA Ki | VAL SPR 21 | GBR FEA 23 | GBR SPR 19 | GER FEA Kiz | GER SPR 24 | HUN FEA 22 | HUN SPR 21 | BEL FEA 19 | BEL SPR 19 | ITA FEA 18 | ITA SPR 17 | UAE FEA Ki | UAE SPR 23 |         |         | 30.      | 0    |
| 2014 | Koiranen GP             | ESP FEA Ki | ESP SPR Ki | AUT FEA 20 | AUT SPR 21 | GBR FEA 24 | GBR SPR 17 | GER FEA Ki  | GER SPR 22 | HUN FEA 25 | HUN SPR 25 | BEL FEA 17 | BEL SPR Ki | ITA FEA 20 | ITA SPR 21 | RUS FEA    | RUS SPR    | UAE FEA | UAE SPR | 29.      | 0    |